# Trent Whiting
Trenton Wayne Whiting, detto Trent (Nampa, 5 dicembre 1976), è un ex cestista statunitense, professionista in Italia e in Germania.
È inoltre forte il suo legame con la chiesa mormone: prima di approdare nel mondo del professionismo ha infatti compiuto in Brasile la propria missione di evangelizzazione, rituale fondamentale della Chiesa Mormone.

## Carriera
Ha trascorso i suoi 4 anni di college tra Snow Community (1997-98 e 1998-99), Utah (che lasciò dopo 5 incontri) ed infine Brigham Young.
La sua carriera professionistica è iniziata e si è sviluppata quasi interamente nella Legadue italiana: l'esordio in categoria avviene con la canotta del neopromosso Celana Bergamo (2001-02), non riuscendo però ad evitare la retrocessione nonostante il suo contributo di quasi 19,7 punti a partita. L'anno successivo passa alla Cimberio Novara confermandosi con 21,1 punti di media come miglior realizzatore della sua squadra, che a fine stagione si piazzò però penultima evitando la retrocessione grazie ad un ripescaggio. Nel 2003-04 veste la canotta di Jesi ma la sua stagione finì il 31 marzo 2004, quando subisce la rottura del tendine rotuleo nel match esterno contro Reggio Emilia: la formazione jesina si classificò poi terza in campionato e fu promossa con la vittoria dei playoff.

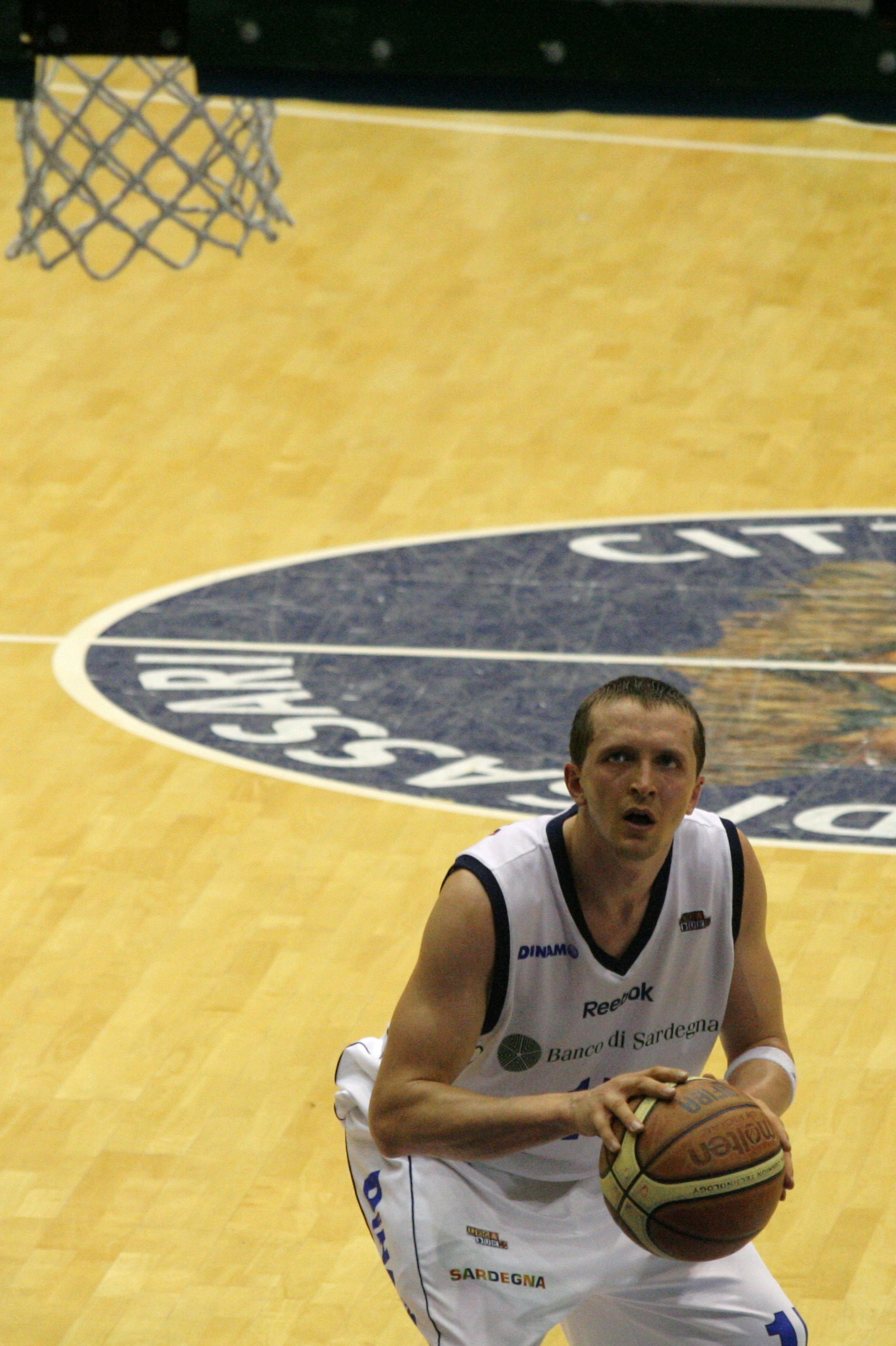
Trent Whiting al tiro dalla lunetta

Nel 2004 gli Skyliners Francoforte lo firmano al fine di assicurarsi una copertura ad infortuni di altri giocatori in rosa, ma Whiting non scenderà in campo in nessuna partita ufficiale. Quindi passa ai Crabs Rimini (2005-06) dove il suo apporto è pari a 19,2 punti a incontro, raggiungendo con la squadra un quarto posto finale salvo poi uscire ai quarti dei playoff. Durante la stagione 2006-07 è il primo terminale offensivo di Fabriano, con cui raggiunge una comoda la salvezza. Nel 2007 sbarca invece in Sardegna, sottoscrivendo un biennale con la Dinamo Sassari, sempre in Legadue, come punto fermo di una squadra che nel frattempo raggiunge il terzo piazzamento in classifica (primo anno) e la finale per accedere alla massima serie (secondo anno), persa contro la Vanoli Soresina. Nell'estate 2009 si lega contrattualmente all'Andrea Costa Imola con un accordo annuale, disputando così la sua ottava stagione italiana. Nel campionato 2010-2011 in LegaDue ha stabilito il suo personale record stagionale sia di media punti/partita (22,4) che di assist/partita (3,8). Dall'estate del 2001 a quella del 2011 ha disputato 9 stagioni in Legadue realizzando 5.507 punti in 274 partite alla media di 20,01 punti/partita.
Il 12 dicembre 2010 ha realizzato il suo career-high con la maglia dell'Andrea Costa Imola, realizzando 43 punti contro la Snaidero Udine (10/12 da tre punti, con 45 di valutazione).
Pur non rientrando nei piani del club imolese per la stagione 2012-13, Whiting era rimasto inizialmente impegnato con l'Andrea Costa (senza giocare alcun incontro) non avendo trovato l'accordo economico per transare il contratto in scadenza nel 2013. Le trattative per la risoluzione contrattuale si sono concluse nel novembre 2012.

## Statistiche
| Anno    | Squadra     | Nazione-Lega            | Partite | Ppg  | Rpg | Apg |
| ------- | ----------- | ----------------------- | ------- | ---- | --- | --- |
| 2001-02 | Bergamo     | - Legadue               | 35      | 19,7 | 4,6 | 1,2 |
| 2002-03 | Novara      | - Legadue               | 22      | 21,1 | 4,9 | 1,5 |
| 2003-04 | Jesi        | - Legadue               | 29      | 16,6 | 3,0 | 1,0 |
| 2004-05 | Francoforte | - Basketball-Bundesliga | 0       | 0    | 0   | 0   |
| 2005-06 | Rimini      | - Legadue               | 26      | 19,2 | 3,7 | 1,3 |
| 2006-07 | Fabriano    | - Legadue               | 29      | 21,8 | 4,1 | 1,3 |
| 2007-08 | Sassari     | - Legadue               | 25      | 19,1 | 4,7 | 1,5 |
| 2008-09 | Sassari     | - Legadue               | 29      | 19,5 | 4,6 | 1,2 |
| 2009-10 | Imola       | - Legadue               | 30      | 22,1 | 5,2 | 3,1 |
| 2010-11 | Imola       | - Legadue               | 30      | 22,4 | 4,3 | 3,8 |
| 2011-12 | Imola       | - Legadue               | 22      | 15,6 | 5,5 | 3,4 |